# Jean Imbert (professeur)
Pour les articles homonymes, voir Imbert et Jean Imbert.
Jean Imbert, né le 23 juin 1919 à Calais et mort le 13 novembre 1999 à Paris 12e, est un historien français du droit.

## Parcours
En 1939, il entreprend des études de droit à la faculté de Toulouse, puis les poursuit à Paris ou il obtient sa licence et, en 1944, son doctorat, puis l’agrégation des facultés de droit (histoire du droit – droit romain).
Sa carrière d'enseignant débute à la faculté de droit de Nancy, jusqu’en 1958. Il est ensuite nommé professeur à la faculté de droit de Paris avant d'être détaché auprès du ministère des Affaires étrangères afin d'exercer les fonctions de doyen de la faculté de droit de Phnom Penh, au Cambodge.
De 1962 à 1972, Jean Imbert est chargé d'une mission de conseiller technique pour les enseignements supérieurs auprès du ministre de l’Éducation nationale, Joseph Fontanet. Il est élu assesseur du doyen de la faculté de droit de Paris en 1977, puis l’année suivante directeur du Centre juridique de Sceaux, rattaché à l’Université Paris XI. De fin 1970 à 1973, il est recteur de l’université de Yaoundé au Cameroun.
En 1973, il est nommé recteur, pour l’académie de Versailles, où il reste en fonction jusqu'en 1975. Il travaille ensuite au ministère de l’Éducation nationale en tant que directeur du personnel enseignants de lycée, puis dès 1976 à la direction des enseignements supérieurs du secrétariat d’État aux universités. Le 22 mars 1982, il est élu membre de l'Académie des sciences morales et politiques. Il fut également membre de l'Académie de Stanislas.
Il a été président de l'Université Paris II de 1984 à 1988.

## Décorations
- Commandeur de l'ordre des Palmes académiques en 1972, au titre de « recteur d'académie, vice-chancelier de l'université de Yaoundé (Cameroun) »[6]

## Ouvrages
- Histoire des hôpitaux français, 1947.
- Les hôpitaux en droit canonique, 1947.
- Cours d'histoire des faits économiques jusqu'à la fin du XVIIIe siècle , 1962.
- Histoire des institutions et des faits sociaux , 1963.
- La peine de mort, 1973.
- Le Droit antique , 1976.
- Les Députés du commerce et l'ordonnance de mars 1673 , 1979.
- Le Procès de Jésus, 1980.
- Le Cameroun , 1982.
- La Controverse née de la querelle des reliques à l'époque du concile de Trente (1500-1640), 1989.
- Les temps carolingiens : (741-891), Paris, Editions Cujas, 1996, 258 p. (ISBN 978-2-254-96610-3)
- L'Église catholique dans la France contemporaine, Paris, Economica, coll. « Mieux connaître », 1990, 174 p. (ISBN 978-2-7178-1971-7 et 2717819711)
- Les arrêts de règlement du Parlement de Paris au XVIIIe siècle : dimension et doctrine, 1993.
- Le droit hospitalier de l'Ancien Régime, Paris, Presses universitaires de France, 1993, 320 p. (ISBN 978-2-13-045093-1 et 2130450938).
- Jean Imbert, Histoire du droit prive, Paris, Presses universitaires de France, coll. « Que sais-je ? », 1er mai 1992, 8e éd. (ISBN 978-2-13-044593-7 et 2-1304-4593-4)
- Guide du chercheur en histoire de la protection sociale : 1789-1914, Paris, Association pour l'étude de l'histoire de la sécurité sociale, 1997, 253 p. (ISBN 978-2-905882-42-4).